# Dicranomyia (Idioglochina) tokunagana
Dicranomyia (Idioglochina) tokunagana is een tweevleugelige uit de familie steltmuggen (Limoniidae). De soort komt voor in het Palearctisch gebied.